# Baba Noriko
Baba Noriko (馬場 典子, sinh ngày 4 tháng 5 năm 1977) là một cựu cầu thủ bóng đá nữ người Nhật Bản.

## Đội tuyển bóng đá nữ quốc gia Nhật Bản
Baba Noriko thi đấu cho đội tuyển bóng đá nữ quốc gia Nhật Bản từ năm 2001 đến 2002.

## Thống kê sự nghiệp
| Nhật Bản  | Nhật Bản | Nhật Bản |
| Năm       | Trận     | Bàn      |
| --------- | -------- | -------- |
| 2001      | 4        | 0        |
| 2002      | 1        | 0        |
| Tổng cộng | 5        | 0        |